# Elaphocera longitarsis
Elaphocera longitarsis is een keversoort uit de familie bladsprietkevers (Scarabaeidae). De wetenschappelijke naam van de soort is voor het eerst geldig gepubliceerd in 1803 door Illiger.